# 花珠
花珠（はなだま）とは、日本国内で生産（養殖）される真珠（アコヤガイによる）の内、特に品質が良く、非常に出現率の低い、貴重で非常にきれいな真珠のこと。

## 判定基準
浜揚げ珠（海から揚げた貝から取り出したばかりの真珠）の中に、とび抜けて目立つ綺麗な珠が数粒入っていることがある。生産者はその真珠のことを「花珠」と呼ぶ。また、真珠の浜揚げ珠一級品の入札会などでは、その「花珠」が含まれているか否かが価格決定に影響を与えた。つまり、花珠が市場に流通していなかったというわけではない。けれど、ごく少量であったので一般の消費者が目にすることはなかった。
元来、真珠の品質は、入札会を通じて、経験を積んだ熟練者の、目視判定によって決定されるものである。したがって花珠の判定基準も客観的なものは存在していなかった。
花珠鑑別基準は鑑別会社独自のものであり、業界標準の花珠基準というものは存在しない。科学的な鑑別によって、真珠の美しさを判断するのは困難だからである。いまでも、真珠専門業者は目視判定によって品質を見極め、価値を判断している。
真珠専門の鑑別会社が設立されて、はじめて、花珠の基準というものが登場した。花珠ネックレスと言われているのはすべて鑑別会社の基準である。

## 指標
花珠は、その年の生産の出来を示す指標である。すなわち、浜揚げ珠の中に「花珠」が含まれていればそのロットは高品質であるということである。生産者が「今年は花珠がでた。」といえば、真珠のできがよかったという意味である。

## 狭義の花珠
色だけではなく、狭義には表面が無傷・無欠点を花珠と認識することもある。無傷・無欠点ゆえに、ネックレスに使用されることはない。ネックレスには通常は傷・欠点が二つ以上ある真珠を使用して、傷の部分に穴をあけて、作られるからである。

## 花珠の現在
民間で花珠の判定をしている会社は、真珠科学研究所、真珠総合研究所など数社存在しているが、業界の統一基準はないので、会社ごとに独自の鑑定基準を設けての判定を行っている。専門家の間では、それらの会社の花珠の判定基準は以前の真珠業者が言っていた判定基準よりも数段下である、と認識されている。理由は前段の通りである。
1996年頃以降の、感染症によるとおもわれるアコヤガイの大量死をきっかけに、アコヤガイの品種改良に拍車がかかった。従来の人工採苗によるアコヤガイの生産は、大珠とよばれる9ミリ以上の真珠をつくるために、成長の良い大きなアコヤガイを作り上げることを主な目的としていたのである。長年の掛け合わせで日本のアコヤ貝の耐性が落ちたのではないかという反省もあり、中国産のアコヤガイとの掛け合わせが試みられた。その貝のことを生産者は「ハーフ」と呼んでいる。
「ハーフ」の特徴は高水温に強く、大量死の原因となった感染症にも強い、ということである。また、従来の日本のアコヤ貝とは性質が違うために、いままで行われてきた養殖経験が適用しづらいという欠点がある。
「ハーフ」から生まれる真珠はイエロー系の珠が多いとされ、花珠の出現率は低い。
そのため、日本のアコヤガイの使用を継続する業者も存在する。また、真珠の品質は施術時に核と一緒に挿入される外套膜の切片に左右されるため、外套膜を使用するアコヤガイに特別なアコヤガイを使うという手法もとられる。
最近、真珠市場で花珠を求める声が多くなってきているという。消費者が花珠を求めるのは、良い品質を求めているからであろう。鑑別会社は、客観的な基準がなかった真珠業界にあって、必然的に生まれたといえる。
花珠は最高品質の真珠を示す一つの基準であることは間違いないが、真珠は花珠でなければならないという行き過ぎた花珠信仰は、本来の真珠のマーケットを狭めているといえる。

## 花真珠
1990/04/02〜1990/09/28に放映された岩崎良美主演のテレビドラマ。神戸の真珠業界が舞台となっている。
このドラマの放映あたりから業界用語の花珠が一般的になったと思われる。
　